# Jarovít

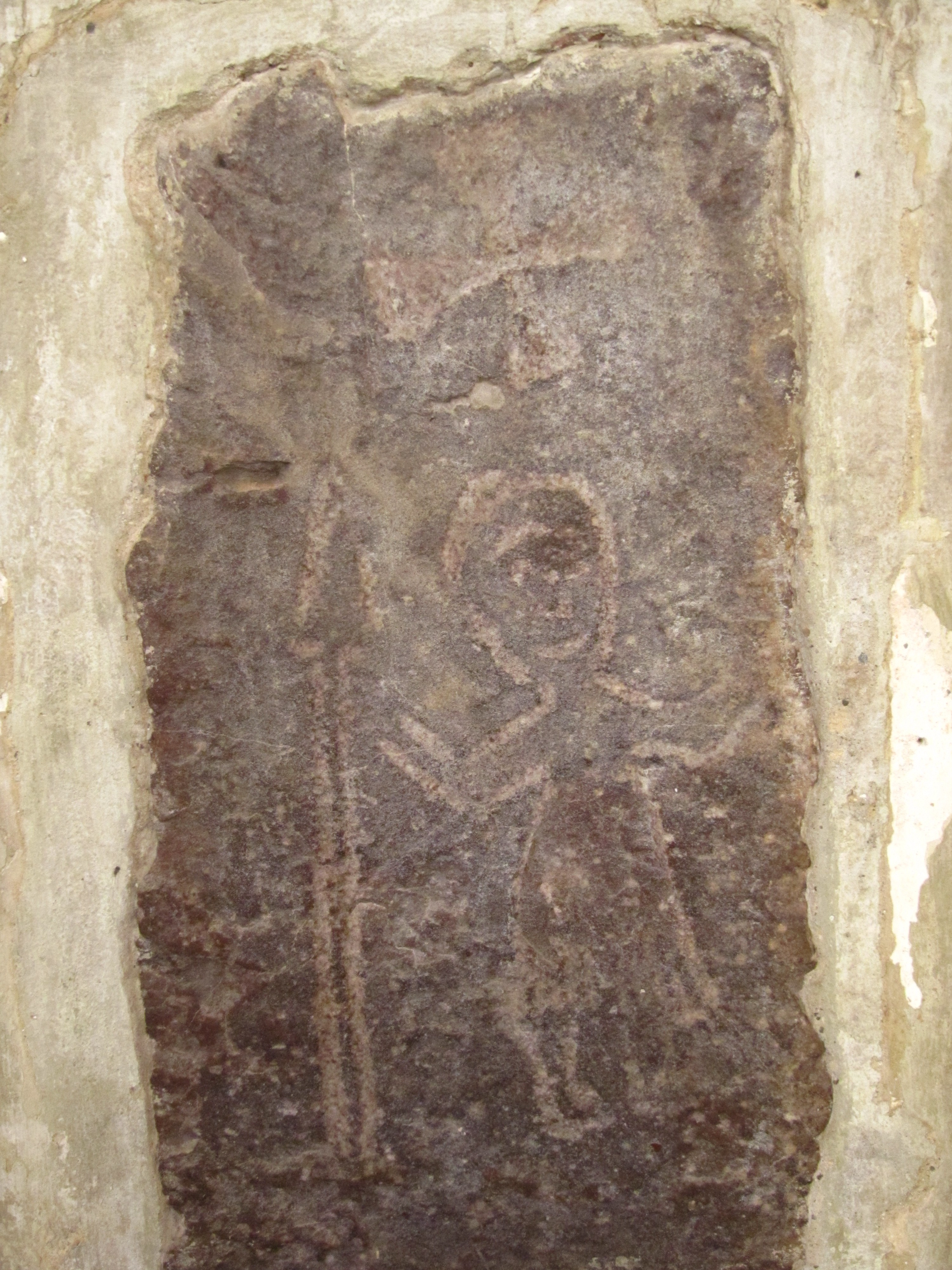
Staroslovanský kámen zabudovaný v kostele sv. Petra ve Wolgastu je přezdíván jako Gerovitstein (Gerovítův kámen), ale souviset s ním nemusí.

Jarovít, přesněji Gerovit (též Jarovit, Herovith, polsky Jarowit) je slovanský bůh, který byl ctěn v pomořanském Wolgastu a polabském Havelbergu. Jméno Jarovít se skládá ze dvou slov: jarъ „síla, bujnost, divokost, smělost“ a vitъ „pán“.:s.137 Jedná se spíše o epiteton než o původní teonymum.:s.87
Z písemných pramenů je o něm známo, že jako většina známých polabských kmenových božstev, byl i on vysoce postaveným bohem války. Badateli je považován také za místní formu slovanského boha plodnosti a jara, jehož postavení jinde zaujímají folklórní postavy jarních rituálů, jako je Jarilo, Kostroma nebo German.

## Písemné prameny
V písemných pramenech je nazýván Martem, nejspíše pod vlivem jeho atributů – kopí a štítu. Jeho předpokládaná válečná povaha jej také spojuje se Svantovítem a Svarožicem, s druhým jmenovaným pak i možná solární funkce, Jarovítovým atributem byl totiž i zlatý štít, uložený v chrámu ve Wolgastu, snad symbol slunečního kotouče. Herbord, životopisec Oty Bamberského, jej popisuje takto:
| „ | „...Byl tam pověšený štít podivuhodně veliký, umělecká práce, pobitý zlatými pláty, kterého se nesměl dotknout žádný smrtelník, protože byl, nevím proč, posvátným a také věšteckým znamením pohanů do takové míry, že kromě času války nesměl být nikdy sejmut ze svého místa. Byl zasvěcen, jak jsme se později dozvěděli, bohu Jarovitovi, který se latinsky nazývá Mars, a s ním na čele věřily ve vítězství ve všech bitvách ...“ :s.321 | “ |

Jak válečné, tak solární atributy umožňují Jarovíta chápat jako místní formu hromovládce. S Perunem ztotožnil Jarovíta (vedle Svantovíta a Rujevíta) např. Aleksander Gieysztor v 80. letech 20. století.:s.320
Jarovít zároveň byl i dárcem plodnosti, jak vyplývá z řeči jeho kněze, zaznamenané v životopise Oty Bamberského, která byla vyřčena začátkem května 1128 v Havelbergu při hromadné slavnosti:
| „ | „Já jsem tvůj bůh, jsem ten, který odívá pole obilím a lesy listím, v mé moci jsou plody luk a stromů, plodnost stád a vše, co slouží k užitku člověku. To vše daruji těm, kteří mě ctí, a odnímám těm, kteří se ode mě odvracejí.“:s.322 | “ |

Během slavnosti bylo město vyzdobeno praporci a místní kníže Wirikind (Witikind) prý biskupovi Otovi oznámil, že místní lidé „dávají přednost smrti než poddání se porobě“.:s.135
Řeč kněze spojuje Jarovíta s Jarilem, běloruskou folklórní postavou. To napovídá, že by neměl být chápán jako hromovládce, ale bůh plodnosti.:s.322 Tuto hypotézu podporuje četnost jmen s komponentou jar- mezi příslušníky slovanských knížecích dynastií, potomky mytických oráčů. Podle Michala Téry tedy Jarovít patří k božstvům třetí indoevropské funkce a je analogický postavám z ruské epiky, jako je Mikula Seljačin, a folklórním figurám, jako je Jarilo, Kupalo, Kostroma, German a Kalojan.:s.324
Další zprávu – tentokrát z Wolgastu a též roku 1128 – podal Ebbo, druhý životopisec Oty Bamberského:
| „ | „Někteří z doprovodu biskupa, chtějíce si prohlédnout svatyni v tomto městě položenou, se přibližovali neopatrně. Vidouce to obyvatelé, pojali podezření, že se chystají spálit svatyni, a houfně, řínčíce zbraněmi, chtěli jim zastoupit cestu ... Misionáři hledali záchranu v útěku. Klerik však jménem Dytrik, který je předhonil, se dostal až k dveřím samé svatyně a nevěda, kam by se obrátil, odvážně do ní vpadl a uviděl na stěně zlatý štít – nikomu nebylo povoleno se ho dotýkati – zasvěcený bohu Jarovítovi, který byl bohem války, uchopil ten štít a šel jim naproti. Ti pak jako hloupí vesničané myslíce, že to bůh Jarovít se na ně žene, v úžasu se obrátili a padli na zem. Dytrik pak, vida jejich hloupost, odhodil štít a utekl.“:s.137 | “ |